# پتروشیمی (کتاب)
پتروشیمی کتابی از حسن دبیری اصفهانی است که در سال ۱۳۶۴ منتشر و در مراسم کتاب سال جمهوری اسلامی ایران به‌عنوان کتاب برگزیده معرفی شد.